# Pat Mastelotto
Lee Patrick Mastelotto conocido como Pat Mastelotto (Chico, California, 10 de septiembre de 1955) es un baterista de rock y productor estadounidense.

## Trayectoria
Autodidacta, comenzó a aprender la batería a la edad de 10 años escuchando discos. En la ciudad de Los Ángeles en 1973, trabajó como músico de estudio antes de convertirse en parte del grupo Mr. Mister (que fue un gran éxito con el hit "Broken Wings" en 1985). Después se separaron en 1990, luego de editar el cuarto y último trabajo de estudio de la banda titulado "Pull". Mastelotto continuó su trabajo en el estudio en producciones discográficas de bandas como XTC y Cock Robin. En la década de los 90, Mastelotto produjo el álbum debut como solista de Peter Kingsbery (cofundador de Cock Robin), y colaboró en álbumes de la banda The Rembrandts. También trabajó para Tina Arena, el compositor de música de la película de James Newton Howard, Michael Penn, Robyn Hitchcock, etc. 
Al mismo tiempo, participó en la reforma de King Crimson. Durante la década de 2000 continuó trabajando con King Crimson y Cock Robin. En 2004 Trey Gunn y Pat Mastelotto empezaron a colaborar con Kimmo Pohjonen y Samuli Kosminen, formando KTU.
En 2007 creó con and Stickists Tony Levin y Michael Bernier el grupo de rock progresivo Stick Men.
En 2008 creó junto a of Allan Holdsworth, Terry Bozzio y Tony Levin el grupo de improvisación instrumental HoBoLeMa con el que ha realizado diversas giras por Japón (2008), Costa oeste de Estados Unidos (2009) y Europa (2010).

### King Crimson
Mastelotto conoció a Fripp en los estudios de Peter Gabriel en 1993 en una audición para el álbum Sylvian/Fripp y es miembro de King Crimson desde 1994. Aparece en más de veinte álbumes y varios vídeos musicales. También hizo la producción, mezclas e interpretó varios trabajos de King Crimson Projekcts.
En 2016 participó en el Tour Europeo de King Crimson.

## Trabajos

### Con Mr. Mister
- I Wear the Face (1984)
- Welcome to the Real World (1985)
- Go On... (1987)
- Pull (1990)

### Con King Crimson
- THRAK (1995) King Crimson
- Masque (1999) ProjeKct Three
- The ConstruKction of Light (2000)
- The Power to Believe (2003)

### Otros
- Larks' Tongues in Aspic (instrumental). Parte IV

- Cock Robin :"Cock Robin and First Love Last Rites"

- ToPaRaMa (2014) con Tobias Ralph (miembro de la banda Adrian Belew).

### Con Stick Men
- Stick Men (2009), A special edition release with preview material from the band's next CD
- Soup (2010)
- Absalom (2011)
- Open (2012)
- Deep (2013)
- Prog Noir (2016)

- Power Play (2014)
- Unleashed: Live Improvs 2013 (2014)
- Midori: Live In Tokyo (con David Cross) (2016)